# Вершина Актая
Вершина Актая (тат. Актай түбәсе) — река в Татарстане, правый приток реки Актай.

## Описание
Длина реки — 13 км, площадь водосборного бассейна — 80,6 км².
Протекает в овраге Вершина Актая в Алькеевском районе. В жаркое время пересыхает.
Исток в центральной части района примерно в 3 км к юго-западу от села Тяжбердино. Направление течения — северо-северо-восточное. Впадает в Актай в 3 км к северо-востоку от райцентра — села Базарные Матаки. Сток зарегулирован.
Протекает через Тяжбердино, деревни Среднее и Нижнее Биктимирово и по восточному краю села Базарные Матаки. В бассейне находятся также сёла Новые и Старые Ургагары.
Реку пересекают автодороги 16К-0191 «Алексеевское — Высокий Колок» и «Базарные Матаки — Мамыково».

## Данные водного реестра
По данным государственного водного реестра России относится к Нижневолжскому бассейновому округу, водохозяйственный участок реки — Камский участок Куйбышевского водохранилища от устья Камы до пгт Камское Устье без рек Шешма и Волга. Речной бассейн реки — Волга от верховий Куйбышевского водохранилища до впадения в Каспий.
Код водного объекта в государственном водном реестре — 11010000312112100004453.